# چهوتا باسایل
چهوتا باسایل (به لاتین: Chhota Basail) یک روستا در بنگلادش است که در استان باریسال و در ناحیه باریسال واقع شده است.